# Pterotyphis
Pterotyphis là một chi [[ốc biển săn mồi]], là động vật thân mềm chân bụng sống ở biển thuộc họ Muricidae, họ ốc gai.

## Các loài
Species and subspecies thuộc chi Pterotyphis include: 
- Pterotyphis eos (Hutton, 1873)
  - Pterotyphis eos paupereques (Powell A W B, 1974)
- Pterotyphis triangularis (A. Adams, 1855)
- Pterotyphis zealandicus (Hutton, 1873)

Danh sách này không đầy đủ, bạn cũng có thể giúp mở rộng danh sách.